# Spolektiv
Spolektiv je česká folková a multižánrová hudební skupina se zřetelným autorským rukopisem, založená v roce 1988. V jejich písních zní folk, rock i jazz společně s prvky šansonu, lyriky i expresivity.

## Historie skupiny
Skupina vznikla v dubnu roku 1988 na Pedagogické fakultě Jihočeské univerzity v Českých Budějovicích. Zakládajícími členy byli Jaroslav Hnízdil, Martin Jančura a Renata Švecová. V říjnu 1988 skupinu doplnil Lukáš Holec. Od listopadu 1989 se pátým členem stal Vladimír Světlík, kterého v prosinci 1990 vystřídal Antonín Vidlák. V červnu 1992 do skupiny přišel Zdeněk Zajíček. V prosinci 1995 se skupina dohodla na pauze.
Po osmnáctileté přestávce v roce 2014 se skupina znovu dala dohromady, ve složení Jaroslav Hnízdil, Martin Jančura, Renata Švecová, Antonín Vidlák a Jiří Regásek.
V roce 2021 ohlásil plánovaný odchod Antonín Vidlák, který se ještě po dobu jednoho roku na pódiích střídal s hostujícími houslity Lukášem Holcem, Annou Hájíčkovou a flétnistou Vladimírem Světlíkem. V roce 2022 začala spolupráce s flétnistou Mikulášem Balo a později s bubeníkem Václavem Švecem. Od roku 2023 Spolektiv vystupuje v různých variantách v základním složení: Jaroslav Hnízdil, Martin Jančura, Renata Švecová a Jiří Regásek, které doplňují a alternují: Mikuláš Balo, Vladimír Světlík a Václav Švec.

## Ocenění
V letech 1989–1993 skupina pokaždé postoupila do celostátního finále Porty. Hlavní cenu za folk skupina získala v roce 1993. V dalších ročnících Porty již skupina nesoutěžila.
Další ocenění:
- 1. místo ve VI. ročníku Soutěže mladého humoru o Zlatý olomoucký tvarůžek (1989)
- Skupina 58. ročníku Film Festivalu ve Zlíně (2018)
- Certifikát Agentury Dobrý den Pelhřimov za vydání hudebního alba po nejdelší odmlce (První album "…a ticho v sobě" skupina vydala 22. listopadu 1994 (Panton). Druhé album "Dej mi tvar" vyšlo po 21 letech, 5 měsících a 27 dnech 19. května 2016).[8][9]
- Píseň Drž mě, prosím, získala 13. června 2021 Zlatou českou dvanáctku v hitparádě Česká dvanáctka, kterou vysílá Český rozhlas Dvojka. Text Luboše Šutráka Klejny zhudebnil Martin Jančura. Píseň splnila podmínku a udržela se v žebříčku dvanácti českých písniček po dobu dvanácti po sobě jdoucích týdnů.

## Členové skupiny
- Jaroslav Hnízdil (zpěv, kytary, akordeon, perkuse)
- Martin Jančura (zpěv, kytary, perkuse, saxofon, klarinet)
- Renata Melda Švecová (zpěv, perkuse)
- Jiří Regásek (pražcová baskytara, bezpražcová baskytara)
- Vladimír Světlík (příčná flétna)

## Bývalí členové skupiny
- Lukáš Holec (zpěv, housle, viola, perkuse)
- Zdeněk Zajíček (baskytara)
- Antonín Vidlák (saxofony, klarinet, flétny, dechový syntezátor, perkuse, zpěv)

## Hostující hudebníci
- Mikuláš Balo (příčná flétna, irské flétny)
- Václav Švec (bicí)
- Lukáš Holec (zpěv, housle, viola)
- Radim Pígl (perkuse, bicí)
- Alžběta Holcová (housle)
- Zuzana Grosmanová (housle)
- Jan Mlázovský (trombon)
- Anna Hájíčková (housle)
- Jan Meisl (bajan)

## Textaři
- Alena Kroniková Stead
- Luboš Šutrák Klejna
- Zdeněk Zajíček
- Ladislav Vondrák
- Vlasta Dušková
- Vladimír Mátl
- Jarda Hnízdil

## Diskografie
- Spolektiv DEMO (Vydáno: květen 1992 v Českých Budějovicích)
- ...a ticho v sobě (Vydáno: 22. 11. 1994, pokřtěno v Českých Budějovicích)[10][11][12]
- Dej mi tvar (Vydáno: 19. 5. 2016, pokřtěno v Českých Budějovicích, dále v Jihlavě a Táboře)[13][14][15][16]
- Vyřiďte doma (Vydáno: 11. 10. 2019, pokřtěno v Českých Budějovicích, dále v Jihlavě, Táboře, Praze, Ostravě, Pardubicích a Příbrazi)[17][18][19]
- Genesis (Vydáno: 21. 3. 2025, uvedeno v Českých Budějovicích, dále v Táboře, v Praze v Klášteru premonstrátů na Strahově a v Příbrami)[20][21][22]

## Videoklipy
- Spolektiv - Příchozí (Premiéra: 30. 9. 2019)[23]
- Spolektiv Live - Jsem (Premiéra: 30. 6. 2020)[24]
- Spolektiv - Vyřiďte doma (Premiéra: 8. 9. 2020 na 60. ročníku Film Festivalu ve Zlíně, režie: Radek Habada, hlavní role: Petr Vaněk)[25][26]
- Spolektiv - Dvě sestry (Premiéra: 24.1.2025)[27]
- Spolektiv - Mám spoustu bohů (Premiéra: 21.2.2025)[28]